# Hogan's Heroes
Hogan's Heroes (br.: Guerra, sombra e água fresca) é uma série de TV dos Estados Unidos da América, exibida originalmente entre 17 de setembro de 1965 e 4 de julho de 1971 na rede CBS, com 168 episódios. Produzida por Bing Crosby, a série satirizava a II Guerra Mundial, mostrando espertos prisioneiros de guerra aliados que enganavam de todas as formas seus captores nazistas. 

## Tramas
Dentro de um campo de prisioneiros nazistas, oficiais aliados mantêm uma grande base de operações, dando apoio a combatentes e cumprindo arriscadas missões de sabotagem e espionagem por trás das linhas inimigas. Usam uma grande rede de túneis (inspirada no filme The Great Escape) e contatam o comando aliado através do rádio.
O comandante do campo nazista é o incompetente Coronel Klink, o qual os prisioneiros ajudam a manter-se no cargo evitando registro de fugas. Além de Klink existe ainda o obeso sargento Schultz, que sabe ou desconfia das operações dos prisioneiros, mas que nada conta em função de todo tipo de suborno, chantagem ou enganação. Os alemães temem serem mandados para a "Frente Russa" (Eastern Front), terror que frequentemente os prisioneiros usam para conseguir seus objetivos. 
O líder e mentor intelectual do grupo de prisioneiros é o Coronel Hogan.

## Personagens

### Aliados

#### Coronel Robert E. Hogan
Pertencente as Forças Áreas dos EUA, o Coronel Hogan (Bob Crane) é o prisioneiro mais graduado do campo e lider do grupo. Ele é de Cleveland, Ohio. O nome do personagem é uma homenagem ao ator Robert J. Hogan, amigo de um dos produtores e que participou de dois episódios.

#### Sargento Kinchloe
O sargento estadunidense James (Ivan) “Kinch” Kinchloe (Ivan Dixon) é o responsável pelo rádio e demais comunicações. Um talentoso imitador, Kinchloe simula com facilidade as vozes dos alemães no rádio ou telefone. Por ser afroamericano, Kinch dificilmente sai do campo, exceto no episódio em que se disfarçou de um governante africano.

#### Sargento Carter
O sargento estadunidense Andrew J. Carter (Larry Hovis) é o especialista químico e responsável pelos explosivos. Carter imita convincentemente Adolf Hitler, quando necessário. Ele trabalhava como farmacêutico em Muncie, Indiana.  

#### Cabo LeBeau

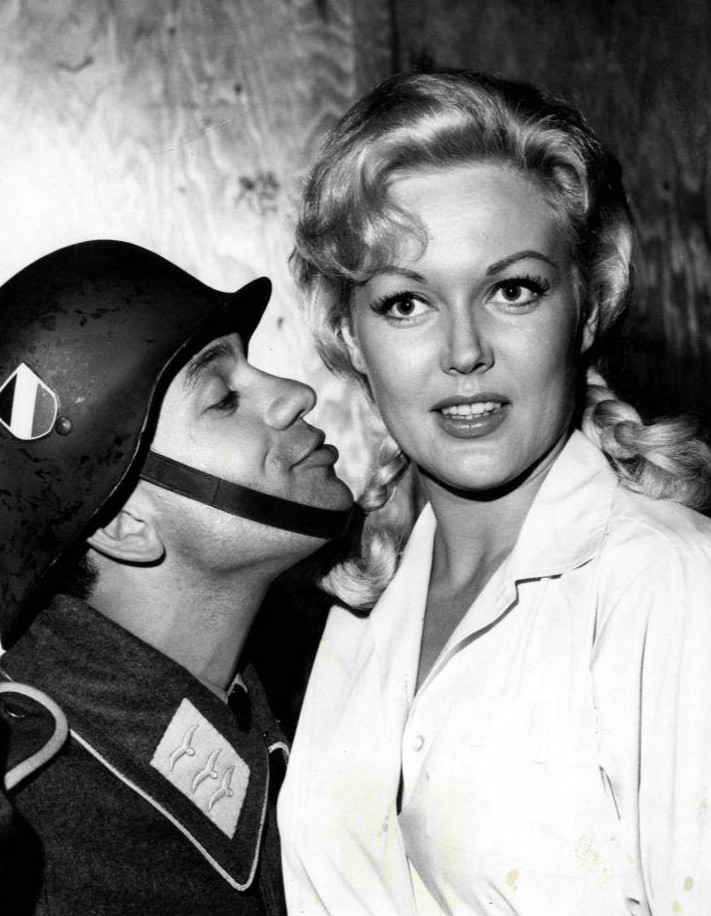
O cabo LeBeau (Robert Clary) com a secretária alemã Helga (Cynthia Lynn)

O cabo francês Louis LeBeau (Robert Clary) é um cozinheiro (chefe). É também um mestre da camuflagem e treina os cães do presídio para seguirem suas ordens. É ele quem lidera as entradas e saídas pelos túneis no campo de prisioneiros. Ocasionalmente ele costura uniformes.

#### Cabo Newkirk

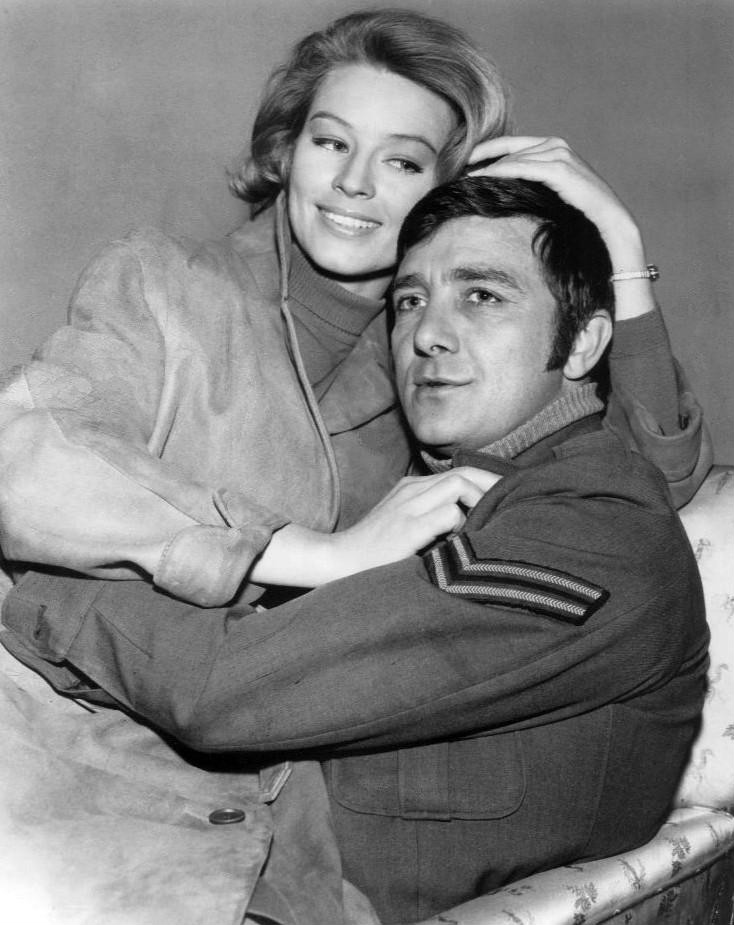
O cabo Newkirk (Richard Dawson) em foto de 1968

O cabo inglês Peter Newkirk (Richard Dawson) é o jogador e especialista em lutas corpo-a-corpo. Ele provoca distrações nas missões de sabotagem

### Alemães

#### Coronel Klink

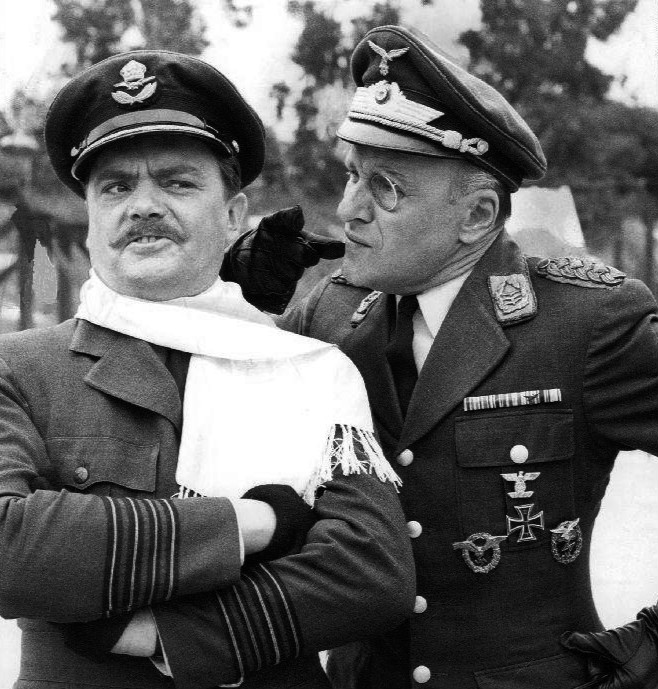
Werner Klemperer como o Coronel Klink (à direita) em foto de 1968 com o ator convidado Bernard Fox

O coronel nazista Wilhelm Klink (Werner Klemperer) é um velho oficial da  Luftwaffe, descedente da aristocracia prussiana e um membro da sociedade. Klink nunca se identifica como sendo do partido nazista e age como um servil burocrata. Ele também nunca leu Mein Kampf, o manifesto de Adolf Hitler. 
Klink entrou para a academia militar por influência de um tio, que fazia a barba para um major.  Foi o último da classe, sendo o único que não chegou a General depois de 20 anos de carreira. Ele se diz músico, mas toca horrivelmente um violino. (Na vida real, Klemperer é um notável concertista, filho do também famoso músico Otto Klemperer).  Além de ser enviado para a "Frente Russa", outro de seus pesadelos é casar com a irmã do General Burkhalter.

#### Sargento Schultz
O sargento alemão Hans Schultz (John Banner) é o chefe da guarda dos prisioneiros. Seu bordão é “I hear nothing, I see nothing, I know nothing!” ou “I see nothing, nothing!” (traduzido na serie por "Eu não escutar nada, eu não ver nada, eu não saber de nada, nadinha")
LeBeau já insinuou que Schultz era do Partido Nazista, mas em um episódio sugere-se que ele era monarquista (o regime alemão anterior ao nazista). No episódio “War Takes a Holiday,” revelou-se que ele era proprietário de uma fábrica. Schultz é também covarde, mas conta que era tenente na I Guerra Mundial.
Schultz é um guarda incompetente, mas se mostra eficiente quando colocado em posições de autoridade. Ele é usado por Hogan para se fazer passar por oficiais alemães. Certa vez Schultz foi nomeado comandante do campo em substituição a Klink.

#### Helga e Hilda
Helga (Cynthia Lynn, 1965-1966) e Hilda (Sigrid Valdis, 1966- 1971) serviram como as secretárias do Coronel Klink. Ambas eram bonitas e tiveram romances com o Coronel Hogan. Forneciam-lhe informações e acessos à papéis e equipamentos.
Sigrid Valdis e Bob Crane se casaram em 1970.

### Outros personagens
- Major Wolfgang Hochstetter (Howard Caine) da Gestapo, é um ardente nazista. Klink tem medo dele, mas Burkhalter não era facilmente intimidado.

- General Albert Burkhalter (Leon Askin), oficial superior de Klink, que sabe da sua incompetência e frequentemente o ameaça com o envio a Frente Russa. Já precisou de Hogan para se livrar de problemas com o Alto Comando. Ele quer casar Klink com sua irmã solteirona.

- Tiger (Arlene Martel), uma contato da resistência francesa, apaixonada por Hogan.

## Curiosidades
- A série estreou na alemanha em 1992, com o nome de Stacheldraht und Fersengeld . Depois foi relançada em 1994 com o título de  Ein Käfig voller Helden (cadeia de heróis), que ganhou popularidade.

- Em 1968, Robert Clary, Richard Dawson, Ivan Dixon e Larry Hovis gravaram o LP Hogan’s Heroes Sing the Best of World War II, considerado hoje um item de colecionador.

- Similaridades entre Hogan's Heroes e o filme de 1953 Stalag 17 geraram disputas que afetaram a Bing Crosby productions.

- John Banner, antes do Sargento Schultz, fez um papel muito parecido no filme de 1965 36 Hours, ou seja, um sargento nazista corrupto que ajuda refugiados a fugir da Alemanha.
- No episódio Burns Compra e Vende, nº 11 da terceira temporada, Os simpsons fazem uma citação a Guerra, sombra e água fresca. No episódio, Burns vende a Usina de Energia Nuclear de Springfield por 100 milhões de dólares para três alemães, que começam a fazer um processo de "limpeza" na usina, demitindo alguns funcionários, inclusive Homer. Um dos alemães diz durante uma reunião com os funcionários que ele parece menos ameaçador que os outros porque lembra o Sargento Schultz de Guerra, sombra e água fresca.